# 誉田進学塾
誉田進学塾（ほんだしんがくじゅく）は、株式会社ジャスメックが運営する小学生・中学生・高校生を対象とした学習塾。千葉市緑区を中心に、近隣市町村で展開している。

## 概要
千葉県千葉市、市原市、大網白里市、茂原市、佐倉市に教室を展開している。2021年1月現在の総校舎数は18校。
2023年度の総生徒数は2004名。
教育理念として、「学問に王道なし」「王道を往く」を据えている。
千葉県公立高校入試当日の夜に、千葉テレビ放送の千葉県公立高校入試の解答・解説番組にて入試問題の分析・解説を行っている。

## 沿革
- 1978年 - 千葉市誉田町にて創業
- 1990年 - 法人化
- 2008年 - 大学受験部門（東進衛星予備校）を開設